# Statuia Sfântului Ioan Nepomuk din Timișoara
Statuia Sfântului Ioan Nepomuk din Timișoara este un monument istoric aflat pe teritoriul municipiului Timișoara, operă a unui sculptor anonim.